# Giannitsa

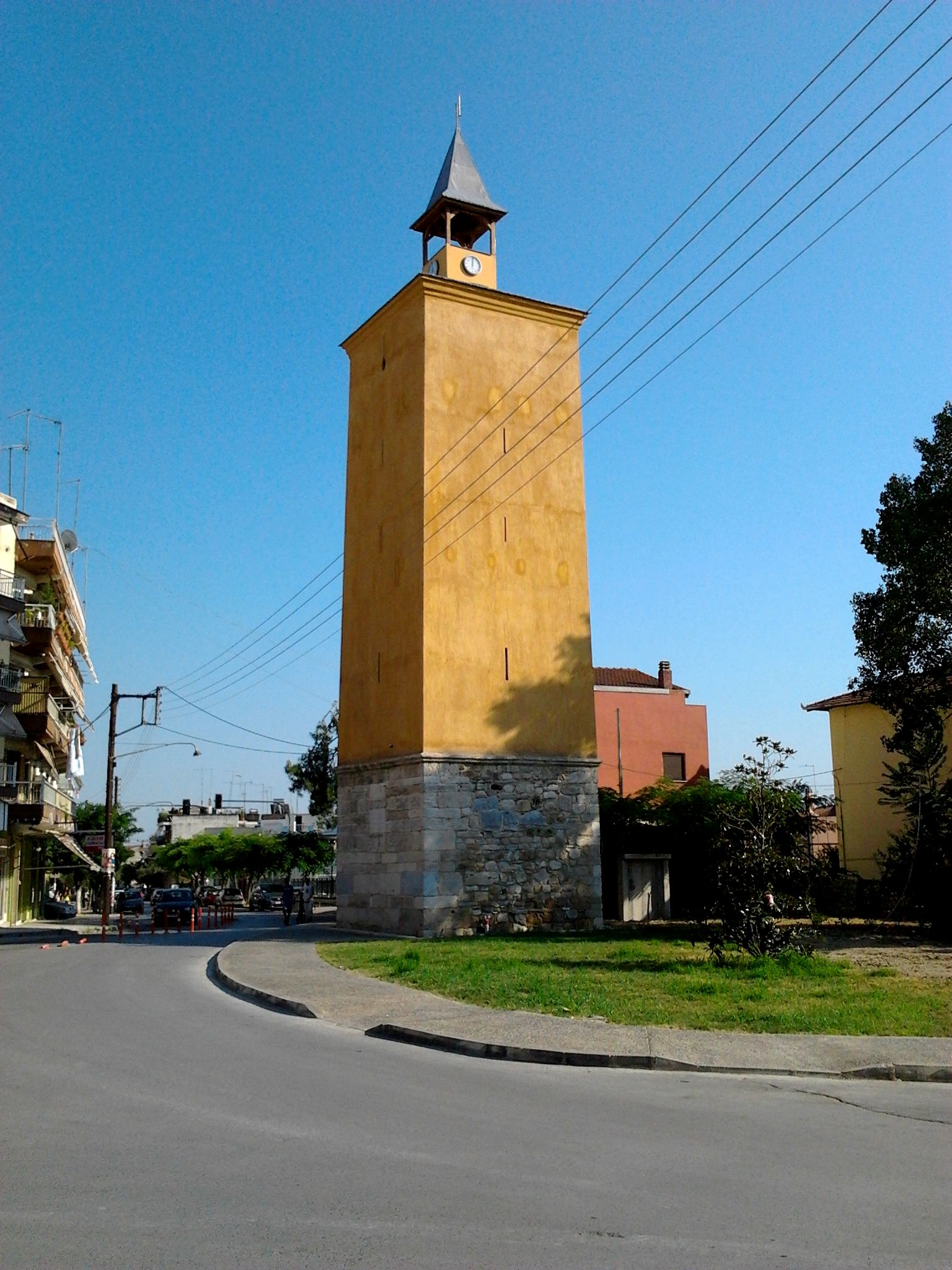
Torre dell'Orologio

Giannitsa o Yannitsa  (in greco Γιαννιτσά?, in turco Yenice o Vardar Yenicesi) è un ex comune della Grecia nella periferia della Macedonia Centrale di 31 442 abitanti secondo i dati del censimento 2011.
È stato soppresso a seguito della riforma amministrativa, detta Programma Callicrate, in vigore dal gennaio 2011 ed è ora compreso nel comune di Pella.

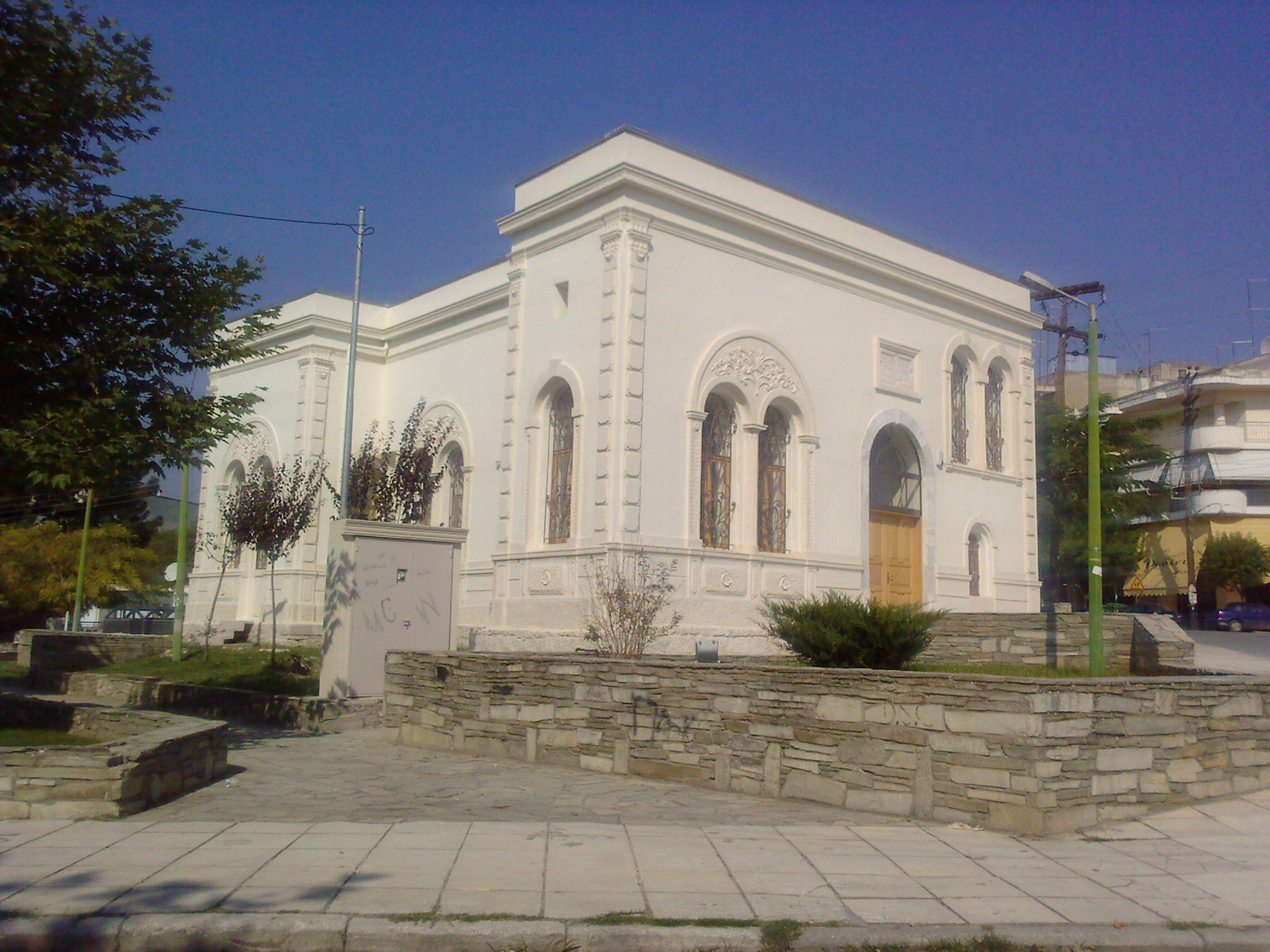
Mausoleo di Evrenos Bey.

Centro agricolo situato a 40 km da Tessalonica, è assai vicino alle rovine di Pella, luogo di nascita di Alessandro Magno.
Situato lungo la storica Via Egnatia in Macedonia centrale, tra il Monte Paiko e la pianura di Giannitsa, a 7 chilometri in direzione nord si estende l'invaso del lago prosciugato Giannitsa. Nonostante la vicinanza con l'importante centro urbano di Salonicco, la città ha sviluppato un suo carattere ben preciso e si è evoluta come il più importante centro economico, commerciale e industriale della prefettura di Pella.

## Storia
Sebbene vi sia la concreta possibilità che nelle vicinanze del luogo dove sorge la città esistesse un castello bizantino, l'importanza della città di Giannitsa inizia verso il 1372, anno in cui essa fu fondata da Gazi Evrenos. Yenice (questo il nome originario turco) divenne la base dei combattenti ghazi (equivalente di combattenti del jihād) di Evrenos, che conquistò la Macedonia e poi l'Albania. Giannitsa fu un importante centro culturale ottomano nel XV e nel XVI secolo.
Yenice fu teatro di operazioni militari tra Bulgari-Macedoni da un lato e Greci-Macedoni dall'altro.
Yenice mantenne il suo carattere essenzialmente turco fino al 1912 e i membri della famiglia di Evrenos Bey vissero sempre a Yenice in un grande palazzo al centro della città. L'esercito greco conquistò Yenice dopo la battaglia di Giannitsa del 1912, nel corso della prima guerra balcanica. In tale occasione una parte della città fu distrutta dal fuoco.
Il 14 settembre 1944, durante l'occupazione tedesca della Grecia, circa 120 residenti di Giannitsa furono uccisi dalle forze dello Jagdkommando Schubert e da unità filo-naziste e collaborazioniste greche che agivano agli ordini di Georgios Poulos. Anche in questa occasione una parte della città fu distrutta dal fuoco.

## Fiume Loudias
Sette chilometri a sud del centro scorre il fiume Loudias, che ospita un centro velico. Nel Club Nautico di Giannitsa (NOG) sono organizzati corsi di canoa, kayak e canottaggio.

## Amministrazione

### Gemellaggi
- Crotone, dal 2010
- New Britain, dal 2010